# 聖何塞奧夫雷羅 (巴拉圭)

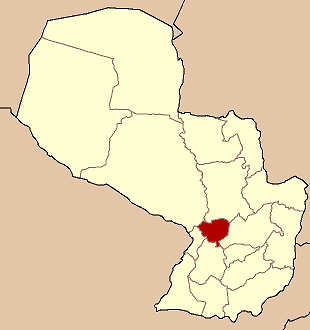

聖何塞奧夫雷羅（西班牙語：San José Obrero），是巴拉圭的城鎮，位於該國中部，由科迪勒拉省負責管轄，距離亞松森105公里，面積253平方公里，人口4,878，人口密度每平方公里50.81人。